# Skhima

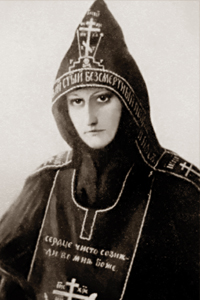
Mère Sophie (Bolotova), première prieuré du monastère de Chamordino, vêtue de la skhima.

La skhima ou schème (en russe: Схи́ма et grec ancien : σχῆμα qui signifie manière de vivre) est la promesse solennelle, le prononcé de leurs vœux religieux par les moines orthodoxes. Par cette promesse, ils s'engagent à respecter des règles d'ascèse stricte. Le mot skhima désigne aussi la robe de bure portée par les moines ainsi que l'ensemble de leurs vêtements.
Il existe plusieurs degrés dans le monachisme orthodoxe, mais en ce qui concerne la skhima il n'en existe que deux : la grande skhima et la petite. Si ce n'est pas précisé, il s'agit de la grande skhima.

## La petite skhima
Lors du prononcé des vœux de la petite skhima, le moine reçoit un nom, il promet de respecter les règles d'obéissance, de pauvreté et de chasteté. Les vêtements sacerdotaux de la petite skhima sont : la coule, le paramant (foulard carré), le klobouk, le manteau monacal ou pallium, le chapelet, les sandales.

## La grande skhima

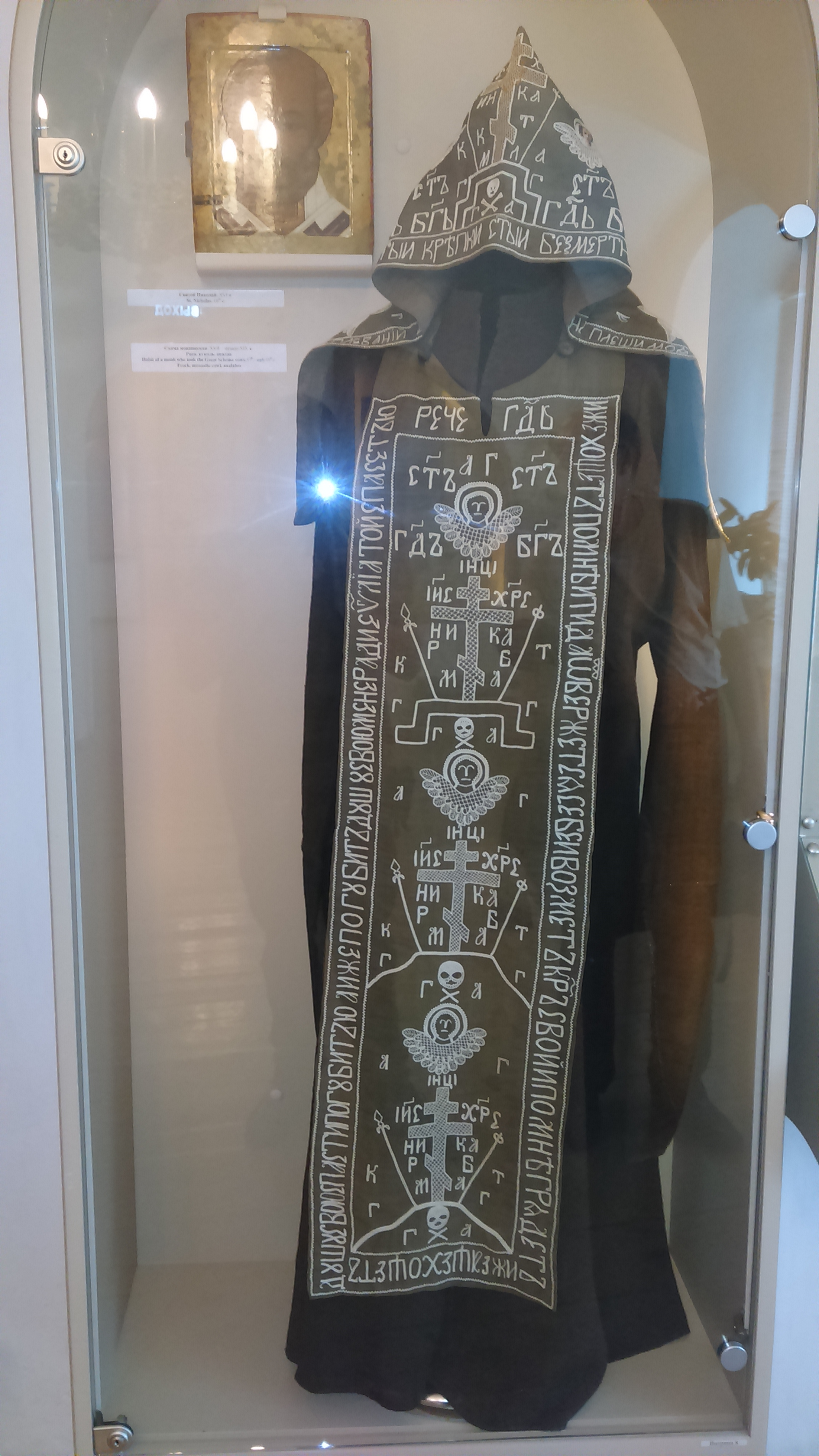
Grande skhima au musée de Souzdal, 2015

Lors de la grande skhima, les moines s'éloignent complètement du monde pour se rapprocher de Dieu. Ils sont alors appelés skhimonakhes ou skhimnikes. Lors de la grande skhima, l'engagement est plus solennel, les vœux sont plus stricts, et la promesse est donnée pour plus longtemps.
Le skhimnikhe reçoit à nouveau un nom particulier et un autre saint patron.
Dans les monastères russes, les skhimnikes qui ont prononcé les vœux de grande skhima vivent habituellement à l'écart des autres moines et n'ont pas d'autres charges que de servir les offices liturgiques.